# Wang Rong (Badminton)
Wang Rong (chinesisch 王荣; * 18. April 1984 in der Provinz Jiangsu) ist eine chinesische Badmintonspielerin, die seit 2010 für Macau startet.

## Karriere
Wang Rong wurde 2004 chinesischer Meisterin im Dameneinzel. Zuvor hatte sie bereits bei den French Open 2002 Platz zwei belegt. Zum Silberrang reichte es auch bei den Thailand Open 2009 und den Badminton Open Saarbrücken 2010.

## Sportliche Erfolge
| Saison | Veranstaltung                | Disziplin   | Platz | Name                    |
| ------ | ---------------------------- | ----------- | ----- | ----------------------- |
| 2002   | French Open                  | Dameneinzel | 2     | Wang Rong               |
| 2004   | China: Einzelmeisterschaften | Dameneinzel | 1     | Wang Rong               |
| 2009   | Thailand Open                | Dameneinzel | 2     | Wang Rong               |
| 2010   | Badminton Open Saarbrücken   | Dameneinzel | 2     | Wang Rong               |
| 2010   | Osaka International          | Dameneinzel | 1     | Wang Rong               |
| 2012   | Badminton Open Saarbrücken   | Damendoppel | 1     | Wang Rong / Zhang Zhibo |